# Yamaha CS-80
Yamaha CS-80 — полифонический аналоговый синтезатор, выпущенный в 1976 году. Он поддерживает 8-голосную полифонию (с двумя независимыми синтезаторными слоями на голос), а также примитивную память создаваемых на нем звуков, основанную на банке микропотенциометров (в отличие от выпущенного позднее Prophet-5), и выдающиеся особенности для исполнителя, такие как двойная клавиатура, чувствительная как к скорости нажатия (по подобию фортепианной), так и к силе послекасания (after-touch), и ленточный контроллер, позволявший выполнять полифонические изменения высоты тона и глиссандо. Их можно услышать в саундтреке Вангелиса к фильму Бегущий по лезвию, в котором CS-80 стал одним из главных инструментов, а также в саундтреке композитора к фильму Огненные колесницы.
Производство инструмента было прекращено в 1980 году. В сравнении с Prophet-5 и OB-X, CS-80 обычно описывается как выдающийся полифонический аналоговый синтезатор, и как обладающий одной из самых высоких цен за всю историю электронных инструментов.

## Вангелис
Греческий электронный композитор Вангелис активно использовал Yamaha CS-80. Он восхвалял инструмент за его способности, описывая его как «самый важный инструмент в моей карьере — и для меня, лучший дизайн аналогового синтезатора, когда-либо созданный. Это потрясающий инструмент, хотя, к сожалению, не самый успешный. Он требует много практики, если вы хотите правильно на нем играть, но это только потому, что это единственный синтезатор, который я мог бы описать как настоящий инструмент, во многом благодаря его клавиатуре, тому, как она устроена, и как она чувствуется.»

## Аппаратные и программные эмуляции CS-80
На данный момент, не было создано «железных» полноценных клонов CS-80. На выставке NAMN Show 2014 компания Studio Electronics представила свой новый инструмент Boomstar SE80, который содержал лишь скопированную секцию фильтра от CS-80.
Главной же «программной эмуляцией» считается инструмент CS-80 V от компании Arturia, выпущенный в 2003 году.